# メルセデス・ベンツ・GLクラス
メルセデス・ベンツ・GLクラス（Mercedes-Benz GL-Class ）は、ドイツの自動車メーカーであるダイムラーがメルセデス・ベンツブランドで展開していたSUVである。Fセグメントに属する。2015年より「GLS」へ名称変更されており、GLクラスとしては2代目にて終了となった。

## 概要
名称が示すように、本来はメルセデス・ベンツの最上級SUVとして、それまでのSUVとして作られているGクラスと置き換えることが企図されていたといわれる。ただし、実際には、本モデル発売後においても、多くの国でGクラスの販売が継続されている。
製造は、同じくメルセデスベンツのSUVであるMクラスと同様、米国アラバマ州・タスカルーサ工場である。プラットフォームはダッジ・デュランゴと共有している。

## 初代 X164（2006年 - 2012年）
2006年1月、デトロイトショーで発表。
日本では5.5L V8ガソリンエンジン搭載の 「GL550」のみが導入されているが、欧州では4.6L V8ガソリンエンジン搭載の GL450」、3.0L V6ディーゼルエンジン搭載の「GL320 CDI」、4.0L V8ディーゼルエンジン搭載の「GL420 CDI」も設定された。
製造国であるアメリカでの価格は5万4,900ドル（V8モデル）から、日本での価格は1,313万円からとされた。右ハンドル仕様自体は生産されていたものの、日本に正規輸入されたのは左ハンドル仕様のみであった。
2010年3月3日にマイナーチェンジを実施。フロントマスクを一新すると共に、LEDドライビングライトを装備。内装でも本革巻ウッドステアリングの素材をナッパレザーに変更。ダッシュボードやドアトリムにアンビエントライト（間接照明）を採用。安全面ではSRSニーバッグやヘッドライトの照射角をコントロールするインテリジェントライトシステムを追加。これらにより、日本での価格が1369万円（GL550 4MATIC）となった。

### 日本での販売グレード
| グレード     | 全長×全幅×全高          | ホイールベース | エンジン            | 排気量  | 最高出力/最大トルク | 変速機 | 駆動方式      |
| ------------ | ----------------------- | -------------- | ------------------- | ------- | ------------------- | ------ | ------------- |
| GL550 4MATIC | 5,100mm×1,955mm×1,840mm | 3,075mm        | 273型 V型8気筒 DOHC | 5,461cc | 387PS/54.0kgm       | 7速AT  | フルタイム4WD |

### ドイツでの販売グレード
- GL350 CDI 4MATIC
- GL350 ブルーテック 4MATIC
- GL450 CDI 4MATIC
- GL450 4MATIC
- GL500 4MATIC

## 2代目 X166（2012年- ）
2012年4月、ニューヨーク国際オートショーで発表。
2013年4月 「GL 550 4MATIC」「GL63 AMG」が日本で発売開始。
2015年1月 「GL 350 BlueTEC 4MATIC」を日本市場に追加投入。

## 関連事項
- ダッジ・デュランゴ - 3代目モデルのプラットフォームをX164と共有する。